# Temporada 2007 del Campeonato de España de F3
La temporada 2007 del Campeonato de España de Fórmula 3 es la séptima edición de este campeonato. Esta edición contó con 11 escuderías, de las cuales salió ganadora la escudería TEC-Auto. El ganador de esta edición fue Máximo Cortés (que quedó tercero en la temporada anterior), tras una gran batalla con el subcampeón y a la vez compañero de equipo Marco Barba. En la última carrera, celebrada en el Circuito de Montmeló, ambos tenían opciones de lograr el campeonato aunque en la segunda manga Máximo sumó los puntos necesarios para ser el piloto campeón tras el abandono de Marco Barba. Del resto de equipos y pilotos cabe destacar al equipo Campos Grand Prix con Nicolas Prost que quedó finalmente tercero, Germán Sánchez y Manuel Sáez Merino consiguiendo 5 victorias entre los tres, aunque prácticamente no intimidaron mucho a los dos pilotos de TEC Auto. El ganador de la clase Copa fue el noruego Christian Ebbesvik.

## Calendario
| Ronda | Circuito                       | Localización               | Fecha               |
| ----- | ------------------------------ | -------------------------- | ------------------- |
| 1     | Circuito del Jarama            | San Sebastián de los Reyes | 31 marzo-1 de abril |
| 2     | Circuito de Jerez              | Jerez                      | 5-6 de mayo         |
| 3     | Autódromo do Estoril           | Estoril                    | 26-27 de mayo       |
| 4     | Circuito de Albacete           | Albacete                   | 23-24 de junio      |
| 5     | Circuito de Nevers Magny-Cours | Magny-Cours                | 14-15 de julio      |
| 6     | Circuito Ricardo Tormo         | Cheste                     | 29-30 de septiembre |
| 7     | Circuito de Jerez              | Jerez                      | 27-28 de octubre    |
| 8     | Circuito de Barcelona-Cataluña | Montmeló                   | 10-11 de noviembre  |

## Escuderías y pilotos participantes
| Escudería                   | N.º | Piloto                  | Chasis       | Clase | Rondas      |
| --------------------------- | --- | ----------------------- | ------------ | ----- | ----------- |
| Escudería TEC-Auto          | 1   | Máximo Cortés           | Dallara F306 |       | Todas       |
| Escudería TEC-Auto          | 2   | Marco Barba             | Dallara F306 |       | Todas       |
| Escudería TEC-Auto          | 3   | Manel Cerqueda, jr.     | Dallara F306 |       | Todas       |
| Escudería TEC-Auto          | 16  | Marcos Martínez Ucha    | Dallara F306 |       | 4–5         |
| Escudería TEC-Auto          | 16  | Carlos Cosidó, jr.      | Dallara F306 | 6     |             |
| Escudería TEC-Auto          | 16  | Francisco Villar        | Dallara F306 | I     | 7–8         |
| Campos F3 Racing            | 4   | Nicolas Prost           | Dallara F306 |       | Todas       |
| Campos F3 Racing            | 5   | Adrián Campos, jr.      | Dallara F306 |       | Todas       |
| Campos F3 Racing            | 6   | Manuel Sáez Merino, jr. | Dallara F306 |       | Todas       |
| Campos F3 Racing            | 7   | Germán Sánchez Flor     | Dallara F306 |       | Todas       |
| GTA Motor Competición       | 8   | Siso Cunill             | Dallara F306 |       | Todas       |
| GTA Motor Competición       | 9   | Víctor García           | Dallara F306 |       | Todas       |
| GTA Motor Competición       | 10  | Juan Ramón Zapata       | Dallara F306 |       | 1–2         |
| GTA Motor Competición       | 46  | Juan Ramón Zapata       | Dallara F306 | 3–8   |             |
| GTA Motor Competición       | 25  | Roc Vives               | Dallara F300 | C     | Todas       |
| Novatec Racing              | 44  | Gustavo Yacamán         | Dallara F306 |       | Todas       |
| Cetea Sport                 | 11  | Nil Montserrat          | Dallara F306 |       | Todas       |
| Cetea Sport                 | 12  | Toni Rubiejo            | Dallara F306 |       | Todas       |
| Cetea Sport                 | 26  | Xavi Barrio             | Dallara F300 | C     | Todas       |
| Cetea Sport                 | 27  | Alan Sicart             | Dallara F300 | C     | 1–4         |
| Cetea Sport                 | 27  | Sergio Canamasas        | Dallara F300 | C     | 5–8         |
| Llusiá Racing               | 28  | Himar Acosta            | Dallara F306 |       | 1–6         |
| Llusiá Racing               | 36  | Alan Sicart             | Dallara F300 | C     | 5–8         |
| Novo Team                   | 16  | Marcos Martínez Ucha    | Dallara F306 |       | 1–3         |
| Novo Team                   | 17  | Carlos Cosidó, jr.      | Dallara F306 |       | 1–5         |
| Novo Team                   | 17  | Roberto Merhi           | Dallara F306 | 6     |             |
| Novo Team                   | 17  | Arturo Llobell          | Dallara F306 | 8     |             |
| Novo Team                   | 29  | Juan Manuel Polar       | Dallara F300 | C I   | Todas       |
| emiliodevillota.com         | 18  | Bruno Méndez            | Dallara F306 |       | Todas       |
| Team West-Tec               | 28  | Andy Merrick            | Dallara F300 | C     | 4           |
| Team West-Tec               | 28  | Sean Petterson          | Dallara F300 | C     | 6           |
| Team West-Tec               | 28  | Sean Petterson          | Dallara F306 |       | 7–8         |
| Team West-Tec               | 88  | Christian Ebbesvik      | Dallara F300 | C     | All         |
| Catolan Racing Sport        | 31  | Samuel Checa            | Dallara F300 | C     | 1–2, 4, 6–8 |
| Meycom                      | 35  | Carmen Jordá            | Dallara F300 | C     | All         |
| Escuela Española de Pilotos | 37  | Francisco Villar        | Dallara F300 | C I   | 6           |
| Skualo Competición          | 38  | Víctor Valiente         | Dallara F300 | C I   | 8           |

| Icono | Significado     |
| ----- | --------------- |
| C     | Clase Copa      |
| I     | Piloto invitado |

- * Pilotos Invitados en cursiva

## Clasificaciones

### Campeonato de España de F3
- Sistema de puntuación:

|           | 1  | 2  | 3 | 4 | 5 | 6 | 7 | 8 | 9 | PP |
| --------- | -- | -- | - | - | - | - | - | - | - | -- |
| Carrera 1 | 13 | 11 | 9 | 6 | 5 | 4 | 3 | 2 | 1 | 1  |
| Carrera 2 | 12 | 10 | 8 | 6 | 5 | 4 | 3 | 2 | 1 | 0  |

- La parrilla de salida de la segunda carrera, se obtiene con los resultados finales de la carrera del sábado, invirtiendo el orden de las 6 primeras posiciones.

| Pos                                     | Piloto                  | JAR 1 | JAR 2 | JER1 1 | JER1 2 | EST 1 | EST 2 | ALB 1 | ALB 2 | MAG 1 | MAG 2 | CHE 1 | CHE 2 | JER2 1 | JER2 2 | CAT 1 | CAT 2 | Pts |
| --------------------------------------- | ----------------------- | ----- | ----- | ------ | ------ | ----- | ----- | ----- | ----- | ----- | ----- | ----- | ----- | ------ | ------ | ----- | ----- | --- |
| 1                                       | Máximo Cortés           | 2     | 1     | 1      | 3      | 1     | 1     | 1     | 10    | 4     | 1     | Ret   | 3     | 7      | 16     | DSQ   | 8     | 117 |
| 2                                       | Marco Barba             | 1     | 11    | 2      | 5      | 2     | 2     | 2     | 2     | 1     | 5     | 1     | Ret   | 3      | 8      | Ret   | 18    | 113 |
| 3                                       | Nicolas Prost           | 13    | 6     | 4      | 7      | 3     | 5     | 4     | 4     | 6     | 2     | 3     | 1     | 2      | Ret    | 6     | 1     | 102 |
| 4                                       | Germán Sánchez Flor     | 4     | 9     | 3      | 4      | 4     | 8     | 6     | 1     | Ret   | 9     | 11    | 7     | 1      | 19     | 7     | 3     | 76  |
| 5                                       | Manuel Cerqueda, jr.    | 5     | 2     | 9      | 11     | 10    | 9     | 3     | 5     | 2     | 7     | 4     | 8     | 5      | 3      | Ret   | 10    | 66  |
| 6                                       | Manuel Sáez Merino, jr. | 10    | Ret   | 6      | 1      | 11    | 7     | 15    | 11    | 3     | 4     | 7     | Ret   | Ret    | 5      | 1     | 2     | 66  |
| 7                                       | Bruno Méndez            | 7     | 5     | 7      | 6      | 5     | 3     | 8     | 8     | Ret   | Ret   | 6     | 12    | 4      | 2      | Ret   | 5     | 57  |
| 8                                       | Gustavo Yacamán         | 11    | Ret   | Ret    | 16     | 6     | 4     | DSQ   | 7     | 8     | Ret   | 5     | Ret   | 6      | 1      | 2     | 20    | 47  |
| 9                                       | Himar Acosta            | 3     | Ret   | 5      | 2      | 16    | 13    | 5     | 3     | Ret   | 10    | 8     | 5     |        |        |       |       | 44  |
| 10                                      | Adrián Campos, jr.      | 8     | 20    | 8      | 8      | Ret   | DNS   | 7     | 6     | DNS   | 11    | 2     | 2     | 15     | 6      | 11    | 6     | 42  |
| 11                                      | Nil Montserrat          | 12    | 8     | 10     | 10     | 7     | 6     | 13    | 19    | 9     | Ret   | 12    | 4     | 8      | 4      | Ret   | DNS   | 24  |
| 12                                      | Víctor García           | 6     | 3     | Ret    | 14     | 9     | 14    | 9     | 18    | Ret   | 15    | Ret   | 9     | 16     | 10     | 4     | 7     | 24  |
| 13                                      | Marcos Martínez Ucha    | 9     | 4     | Ret    | 9      | 19    | Ret   | 20    | 9     | 5     | 3     |       |       |        |        |       |       | 22  |
| 14                                      | Siso Cunill             | Ret   | 7     | 12     | Ret    | 13    | 17    | Ret   | 20    | 7     | 6     | 16    | Ret   | Ret    | Ret    | 3     | 19    | 19  |
| 15                                      | Toni Rubiejo            | 14    | 15    | 13     | 12     | 14    | 18    | 11    | 12    | 10    | 8     | 10    | 17    | Ret    | 15     | 5     | 4     | 13  |
| 16                                      | Christian Ebbesvik      | Ret   | 12    | 14     | 13     | 8     | 10    | 14    | 13    | Ret   | 13    | 13    | DNS   | 9      | 7      | 9     | 11    | 7   |
| 17                                      | Roberto Merhi           |       |       |        |        |       |       |       |       |       |       | Ret   | 6     |        |        |       |       | 4   |
| 18                                      | Juan Manuel Polar       | 15    | 10    | 11     | 17     | 12    | 12    | 10    | 14    | 11    | 14    | 14    | 10    | Ret    | 13     | 8     | 14    | 2   |
| 19                                      | Sean Petterson          |       |       |        |        |       |       |       |       |       |       | 17    | 15    | 10     | 9      | 12    | 9     | 2   |
| 20                                      | Samuel Checa            | 17    | 14    | 18     | Ret    |       |       | 19    | DNS   |       |       | 9     | 14    | 12     | 14     | 16    | 13    | 1   |
|                                         | Xavi Barrio             | 18    | 18    | 15     | 18     | 15    | 11    | Ret   | 15    | 12    | 12    | Ret   | 11    | Ret    | 11     | 19    | 12    | 0   |
|                                         | Carlos Cosidó           | 16    | 13    | Ret    | 15     | 18    | 15    | 12    | Ret   | 15    | Ret   | 15    | 13    |        |        |       |       | 0   |
|                                         | Carmen Jordá            | DNS   | 17    | 17     | 19     | 21    | 16    | 16    | 17    | 13    | 16    | Ret   | Ret   | Ret    | 12     | 14    | 15    | 0   |
|                                         | Juan Ramón Zapata       | 20    | 21    | 19     | 20     | 20    | 21    | 17    | Ret   | 16    | 18    | Ret   | 18†   | 13     | 17     | 17    | DNS   | 0   |
|                                         | Sergio Canamasas        |       |       |        |        |       |       |       |       | Ret   | 20    | 18    | Ret   | Ret    | Ret    | 13    | Ret   | 0   |
|                                         | Roc Vives               | Ret   | 19    | 16     | 22     | 17    | 19    | Ret   | 16    | 14    | 17    | DNS   | DNS   | Ret    | 20     | 15    | 16    | 0   |
|                                         | Alan Sicart             | 19    | 16    | 20     | 21     | 22    | 20    | 18    | DNS   | 17    | 19    | Ret   | 16    | 14     | 18     | 18    | DNS   | 0   |
|                                         | Andy Meyrick            |       |       |        |        |       |       | DNS   | DNS   |       |       |       |       |        |        |       |       | 0   |
| pilotos invitados no aptos para puntuar |                         |       |       |        |        |       |       |       |       |       |       |       |       |        |        |       |       |     |
|                                         | Francisco Villar        |       |       |        |        |       |       |       |       |       |       | Ret   | Ret   | 11     | 21     | 10    | Ret   | 0   |
|                                         | Víctor Valiente         |       |       |        |        |       |       |       |       |       |       |       |       |        |        | Ret   | 17    | 0   |
|                                         | Arturo Llobell          |       |       |        |        |       |       |       |       |       |       |       |       |        |        | Ret   | DNS   | 0   |
| Pos                                     | Piloto                  | JAR 1 | JAR 2 | JER1 1 | JER1 2 | EST 1 | EST 2 | ALB 1 | ALB 2 | MAG 1 | MAG 2 | CHE 1 | CHE 2 | JER2 1 | JER2 2 | CAT 1 | CAT 2 | Pts |

### Copa de España de F3
- Sistema de puntuación:

| Pos    | 1  | 2 | 3 | 4 | 5 |
| ------ | -- | - | - | - | - |
| Puntos | 10 | 8 | 6 | 4 | 3 |

| Pos                                     | Piloto             | JAR 1 | JAR 2 | JER1 1 | JER1 2 | EST 1 | EST 2 | ALB 1 | ALB 2 | MAG 1 | MAG 2 | CHE 1 | CHE 2 | JER2 1 | JER2 2 | CAT 1 | CAT 2 | Pts |
| --------------------------------------- | ------------------ | ----- | ----- | ------ | ------ | ----- | ----- | ----- | ----- | ----- | ----- | ----- | ----- | ------ | ------ | ----- | ----- | --- |
| 1                                       | Christian Ebbesvik | Ret   | 2     | 2      | 1      | 1     | 1     | 2     | 1     | Ret   | 2     | 2     | Ret   | 1      | 1      | 2     | 1     | 118 |
| 2                                       | Juan Manuel Polar  | 1     | 1     | 1      | 2      | 2     | 3     | 1     | 2     | 1     | 3     | 3     | 1     | Ret    | 4      | 1     | 4     | 118 |
| 3                                       | Xavi Barrio        | 3     | 6     | 3      | 3      | 3     | 2     | Ret   | 3     | 2     | 1     | Ret   | 2     | Ret    | 2      | 8     | 2     | 80  |
| 4                                       | Carmen Jordá       | DNS   | 5     | 5      | 4      | 5     | 4     | 3     | 5     | 3     | 4     | Ret   | Ret   | Ret    | 3      | 4     | 5     | 50  |
| 5                                       | Samuel Checa       | 2     | 3     | 6      | 7      |       |       | 5     | DNS   |       |       | 1     | 3     | 2      | 5      | 6     | 3     | 44  |
| 6                                       | Roc Vives          | Ret   | 7     | 4      | 6      | 4     | 5     | Ret   | 4     | 4     | 5     | DNS   | DNS   | Ret    | 7      | 5     | 6     | 28  |
| 7                                       | Alan Sicart        | 4     | 4     | 7      | 5      | 6     | 6     | 4     | DNS   | 5     | 6     | Ret   | 5     | 3      | 6      | 7     | DNS   | 27  |
| 8                                       | Sergio Canamasas   |       |       |        |        |       |       |       |       | Ret   | 7     | 5     | Ret   | Ret    | Ret    | 3     | Ret   | 9   |
| 9                                       | Sean Petterson     |       |       |        |        |       |       |       |       |       |       | 4     | 4     |        |        |       |       | 8   |
|                                         | Andy Meyrick       |       |       |        |        |       |       | DNS   | DNS   |       |       |       |       |        |        |       |       | 0   |
| pilotos invitados no aptos para puntuar |                    |       |       |        |        |       |       |       |       |       |       |       |       |        |        |       |       |     |
|                                         | Víctor Valiente    |       |       |        |        |       |       |       |       |       |       |       |       |        |        | Ret   | 7     | 0   |
|                                         | Francisco Villar   |       |       |        |        |       |       |       |       |       |       | Ret   | Ret   |        |        |       |       | 0   |
| Pos                                     | Piloto             | JAR 1 | JAR 2 | JER1 1 | JER1 2 | EST 1 | EST 2 | ALB 1 | ALB 2 | MAG 1 | MAG 2 | CHE 1 | CHE 2 | JER2 1 | JER2 2 | CAT 1 | CAT 2 | Pts |

### Campeonato de escuderías
| Pos | Escuderóa             | Pts |
| --- | --------------------- | --- |
| 1   | Escudería TEC-Auto    | 197 |
| 2   | Campos F3 Racing      | 167 |
| 3   | Llusiá Racing         | 30  |
| 4   | GTA Motor Competición | 28  |
| 5   | emiliodevillota.com   | 28  |
| 6   | Novatec Racing        | 25  |
| 7   | Cetea Sport           | 17  |
| 8   | Novo Team             | 4   |
| 9   | Team West-Tec         | 2   |
|     | Meycom                | 0   |
|     | Catolan Racing Sport  | 0   |
| Pos | Escuderóa             | Pts |